# ジャンサヤ・アブドゥマリク
ジャンサヤ・アブドゥマリク（カザフ語: Jansaya Daniyarqyzy Aebdimaelik  ;ロシア語: Жансая́ Дания́ровна Абдумали́к  ; 2000年1月12日 - ）は、インターナショナルマスター（IM）とウーマングランドマスター（WGM）の称号を持つカザフスタンのチェスプレーヤー。年齢と性別のカテゴリにおいて世界ユースチェス選手権で2回優勝した経験を持つ。

## チェス選手としての経歴
6歳のときに兄と一緒にチェス学校に通い始め、2007年1月に全国大会で最初のトロフィーを獲得した。 2008年、彼女はテヘランで開催されたアジアユースチェス選手権と、ベトナムのブンタウで開催された世界ユースチェス選手権の両方で女子U8の部で優勝した。 2010年にポルト・カラスで開催された世界ユースチェス選手権で銀メダルを獲得した。その結果、ウーマンFIDEマスター（WFM）の称号を獲得した。 2011年、インドネシアのタラカン市で開催されたASEAN+ Age Group Championshipsで優勝し、ウーマンインターナショナルマスター（WIM）の称号を授与された 。同年、同年、ブラジルのカルダス・ノバスで開催された世界ユース選手権で女子U12のタイトルを獲得した。
2013年9月、世界ジュニアチェス選手権で準優勝した。この功績により、2014年6月、アラブ首長国連邦のアル・アインで開催された第1回Annual Asian Chess Excellence Awardsで、2013年の20歳未満の最優秀女子選手に選ばれた。 2013年11月、チェコ共和国のブルノオープンで7½/ 9ポイントを獲得した 。2014年、Asian Women's Blitz Championshipで銅メダルを獲得した。2015年、ハンティ・マンシースクで開催された世界ジュニアチェス選手権で銅メダルを獲得した。2016年、カザフスタンチェス選手権女子の部と、ポーランドのヴロツワフで開催された第6回KrystynaHołuj-Radzikowska Memorialで優勝した 。
女子チェスオリンピック、女子世界チームチェス選手権、女子アジア諸国チェスカップに出場した。 2016年のAsian Nations Cupでは、団体の銅メダルと、個人の銀メダルを獲得した。